# Династия Итурбиде
Иту́рбиде — бывшая императорская династия, правившая Мексикой в 1822—1823 годах. Основателем династии был генерал Агустин де Итурбиде-и-Арамбуру, низложенный в 1823 году. Его потомки претендуют на трон Мексики по сей день.

## История

### Первая империя 1822—1823

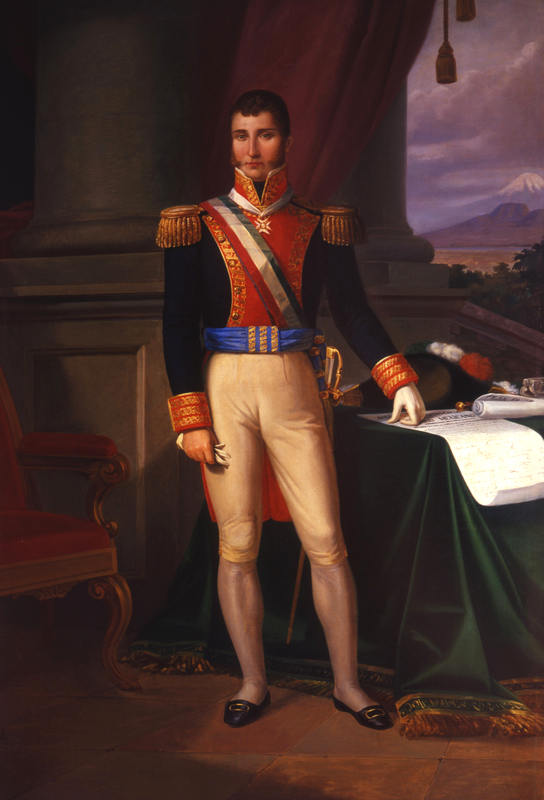
Агустин император Мексики
Герб Мексики 1821-1823

Семья Итурбиде впервые появилась в новом свете в XVII веке, при колонизации Америки Испанией. В 1810 году началась Война за независимость Мексики, В 1821 году конгресс Мексики провозгласили Мексику империей, только проблема состояла в том, кого избрать императором. Изначально планировалось передать престол королю Испании Фердинанду VII, при этом оба государства были бы независимыми. Но Фердинанд не признавал Мексику.
В 1822 году Мехико провозгласили Итурбиде императором. На следующий день конгресс подтвердил это избрание, и Итурбиде вступил на мексиканский престол под именем императора Августина I (Агустина I).
Коронация его состоялась 21 июля 1822. Вскоре, однако, когда финансовые средства правительства истощились, против императора поднялась сильная оппозиция. Успешное восстание в Веракрусe под предводительством Санта-Анны привело к тому, что Итурбиде сложил с себя власть 29 марта 1823 года. Конгресс назначил ему и его семье ежегодное содержание, но с тем, чтобы он избрал своим местожительством Италию.
В 1824 Итурбиде из Европы вернулся в Мексику в надежде вернуть себе власть. Мексиканский конгресс объявил его вне закона и постановил предать его смертной казни немедленно по высадке на берег. Тем не менее Итурбиде, переодетый, вступил на мексиканскую землю, но был арестован и 19 июля расстрелян.
Главой низвергнутой династии стал сын Агустина I, Агустин де Итурбиде. Агустин де Итурбиде скончался в 1866 году.

### Вторая империя 1863—1867
В 1863 году Наполеон III организовал интервенцию в Мексику, он объявил о создании Мексиканской империи и посадил на престол Мексики эрцгерцога Максимилиана Габсбурга.
Шарлотта и Максимилиан не имели детей. В 1865 имперская чета усыновила Агустина и Сальвадора Итурбиде, внуков бывшего императора Мексики Агустина Итурбиде. 13 сентября 1864 года Император Максимилиан официально провозгласил Его Высочество Принца Агустина де Итурбиде своим наследником. Этот акт был признан Главой Дома Итурбиде Агустином II, который скончался 11 ноября 1866 года в Нью-Йорке, назначив своим наследником племянника Агустина. При этом Максимилиан не собирался передавать трон усыновлённым принцам — в конец 1866 года он вел переговоры с братом Карлом Людвигом, не согласится ли он отправить в Мексику кого-нибудь из своих сыновей. После падения монархии усыновление потеряло силу.

### В эмиграции
Без признания в каких государствах Итурбиде продолжают жить в эмиграции. Монархия прекратила существование в 1867 году после расстрела революционерами правителя провозглашенной в 1864 году империи эрцгерцога Максимилиана Австрийского. Ранее, в 1821—1823 годах, страна уже однажды была независимым государством с монархической формой устройства. Представители династии Итурбиде, чей предок был мексиканским императором в этот период, являются претендентами на мексиканский престол. Глава семейства Итурбиде — баронесса Мария (II) Анна Танкл Итурбиде.

### В настоящее время
Текущим главой императорского дома Мексики Итурбиде является принц — Максимилиан Густав Агустин фон Гётцен-Итурбиде.
Его бабушка была дочкой принца Сальвадора Итурбиде, сына Агустина I, а также она была в родстве с последним императором Мексики Максимилианом I. Максимилиан унаследовал от своей матери титул принца Итурбиде и титульного Императора Мексики, то есть главы дома Итурбиде.

## Геральдика и флаги

Флаг Мексики (1822–1823)
Флаг Мексики (1864–1867)
Герб Мексики (1822–1823)
Герб Мексики (1864–1867)
Родовой герб дома Итурбиде